# Северная Остроботния
Се́верная Остробо́тния (швед. Norra Österbotten) или Се́верная По́хьянма́а (фин. Pohjois-Pohjanmaa) — область в Финляндии. Численность населения — 400 670 чел. (2012), площадь — 35 508 км².
До 2009 года область входила в губернию Оулу. С 2010 года губернии были упразднены, но было создано Агентство регионального управления. Северная Остроботния подчинена Агентству регионального управления Северной Финляндии.

## География
Расположена в северной части исторической провинции Остроботния (Похьянмаа). На севере граничит с Лапландией, на юге — с Центральной Остроботнией, Северной Савонией и Центральной Финляндией, на востоке — с областью Кайнуу и с Республикой Карелия (Россия).
Высшая точка — гора Валтаваара в окрестностях Куусамо. Крупнейшая река — Иййоки, крупнейшее озеро — Пюхяярви, крупнейший остров — Хайлуото.

## Муниципалитеты
Северная Похьянмаа состоит из 34 общин (муниципалитетов) (с 1.1.2010, после объединения Калайоки и Химанка), из которых 11 — города, а 23 — сельские общины.
| - Алавиеска - Ваала - Хаапаярви - Хаапавеси - Хайлуото - Хаукипудас - Ий - Калайоки - Кемпеле - Кийминки - Куусамо - Кярсямяки - Лиминка | - Лумийоки - Мериярви - Мухос - Нивала - Оулайнен - Оулу - Оулунсало - Пудасъярви - Пюхяйоки - Пюхяярви - Пюхянтя - Раахе | - Рейсъярви - Сиеви - Сийкайоки - Сийкалатва - Тайвалкоски - Тюрнявя - Утаярви - Виханти - Юли-Ий - Юливиеска |

## Экономика
По ВВП на душу населения в 2017 г. регион занимал 12-е место (из 19 регионов) в Финляндии с показателем 29 158 евро на человека.